# Edgar Kausel
Edgar Guido Heinz Werner Kausel Vecchiola (22 de junio de 1934-13 de enero de 2021) fue un científico, investigador y académico chileno, conocido por su trabajo en geofísica y sismología. Fue galardonado con el Premio Nacional de Ciencias Aplicadas y Tecnológicas de Chile en 2006. 

## Biografía
Se titula como Ingeniero en Minas de la Universidad de Chile en 1959, desde el 1961 y 1964 que realiza sus estudios de especialización en Geofísica, en la universidad de Columbia.
En el año 1956 y aún siendo estudiante el Profesor Kausel comienza sus primeros acercamientos y labores cercanas a la docencia, como ayudante de cátedra de Cálculo Infinitesimal. Tiempo después seguiría con las cátedras de física, electrónica y ya desde el año 1960 hasta la fecha se ha mantenido como profesor en la misma institución.
Debido al terremoto ocurrido en Valdivia el año 1960, Edgar Kausel encontró el incentivo en el estudio de la sismología, y es luego de sus estudios en la Universidad de Chile, que Se comienza a especializar en Geofísica en la Universidad de Columbia, donde obtiene su doctorado.
A su regreso a Chile, asume como director del Servicio Sismológico de la Universidad de Chile, es ahí también donde asume como director del departamento de Geofísica dentro de los años 1965-1971, 1973-1985, 1992-1994, 1998-1999. también se desempeñó en la labor de Vicedecano de la Facultad de Ciencias FÍsicas y Matemáticas desde el 1981 al 1983.
En el mismo año de 1981 pasó a ser Miembro número de la Academia de Ciencias del Instituto de Chile.
Además de sus aportes como investigador y como docente de la Universidad de Chile, participó como editor en diversas Revistas Académicas como la Revista Geofísica del Instituto Panamericano de Geografía e Historia y de la revista Earthquake Prediction Research, este último en conjunto de Japón y Holanda.
Se ha mantenido como profesor titular de la Universidad de Chile y como Investigador del Departamento de Geofísica de la misma universidad.
El año 2006 recibe el galardón por el Premio Nacional de Ciencias Aplicadas y Tecnológicas, la decisión es tomada por el jurado bajo “la destacada labor del profesional, pionera a nivel nacional e internacional, por el desarrollo de la Geofísica y Sismología". En dicha ocasión la ministra Provoste expreso “siendo Chile un país sísmico, queremos valorar el aporte que ha hecho por poner a las ciencias de la tierra al más alto nivel, y por hacer una contribución importante en un tema que para la ciudadanía tiene un alto significado”.

## Aportes y estudios
Debido a lo acontecido en el terremoto de Valdivia del 1960, el profesor Kausel se dedica a estudiar la sismologia, transformándose así en uno de los pioneros en la disciplina y su desarrollo en Chile.
Sus aportes se enmarcan dentro de la Regionalización de la litósfera y atmósfera del océano Pacífico, así como también al estudio del origen y características de las ondas Lg y Sa. Gran parte de su labor ha sido en el estudio de los peligros y riesgos sísmicos. Otras ramas y aportes que ha presentado para la sismografía Chilena son: Sismología de campo cercano y lejano, Sismotetónica y sismicidad en minas.
Su aporte en investigación ha servido para distinguir dos tipos de principales de sismos en el país: Los sismos interplacas, los cuales son producidos entre 40-60 kilómetros de profundidad; y los sismos intraplacas, los cuales se producen entre los 50-250 kilómetros de profundidad. ejemplos de los sismos interplacas e intraplacas son, el gran terremoto de Valdivia y el gran terremoto de Chillán respectivamente.
Ha sido miembro importante de diversas sociedades académicas en las cuales ha aportado con sus conocimientos, entre las sociedades que ha participado se encuentra la Academia de Ciencias, la Third World Academy of science y la American Geophysical Union.
Kausel ha apoyado enormemente a crear la Norma Chilena Antisísmica, la cual es utilizada hasta el día de hoy y rige la construcción de edificios antisísmicos en nuestro país. A esto se le suma que dentro del año 1979 prestó asesoría, sobre el estudio de Sitio de Central Nucleoeléctrica en San Francisco, California.
Ha elaborado una gran cantidad de informes sobre peligros sísmicos, dentro de estos informes se encuentra los realizados sobre el reactor Lo Aguirre, Vulnerabilidad de hospitales, Mina cerro Colorado entre otras.

## Distinciones
- Beca Punto Cuarto (Universidad de Columbia)
- Medalla Centenario (ENDESA, Chile, 1992)
- Profesor de Facultad (Facultad de Ciencias Físicas y Matemáticas, Chile, 1999)
- Premio Asociación Chilena Sismología e Ingeniería Antisísmica (ACHISINA, Chile,  2002)
- Medalla de Oro (Instituto de Ingenieros de Chile, 2004, Chile)
- Entrevista Biográfica “Oral History Interviews” (American Institute of Physycs, Niels Bohr Library y Oral History Research Office.)
- Premio Nacional de Ciencias Aplicadas y Tecnológicas (2006, Chile)

## Publicaciones
- E. Kausel y F. Schwab (1973) “Contributions to Love Wave Transformation Theory:  Earth ‑ Flattening transformation for Love Wave from a point source in a sphere".  Bull. Seism. Soc. of America, V. 63, pp. 983 ‑ 993.
- L. Knopoff, F. Schwab, E. Kausel (1973)  "Interpretation of Lg".  Geophys. Journal Roy. Astr. Soc., V. 33, pp. 387 ‑ 402.
- F. Schwab, E. Kausel and L. Knopoff (1974)  "Interpretation of Sa for a Shield Structure".  Geophys. Journal Roy. Astr. Soc., V. 36, pp. 737 ‑ 742.
- E. Kausel, A. Leeds and L. Knopoff (1974)  "Variations of Rayleigh Wave Phase velocities across the Pacific".  Science, V. 186, pp. 139 ‑ 141.
- A. Leeds, L. Knopoff and E. Kausel (1974)  "Variations of Upper Mantle Structure under the Pacific Ocean".  Science V. 186, pp. 141 ‑ 143.
- F. Schwab and E. Kausel (1976)  "Long period surface wave velocity and the polar phase shift".  Geophys. Journal Roy. Astr. Soc., V. 45, pp. 407 ‑ 435.
- F. Schwab and E. Kausel (1976) “Quadripartite Surface Wave Method:  Development".  Geophys. Journ. Roy. Astr. Soc., V. 45, pp. 231 ‑ 244.
- G.  Calcagnile, G. Panza, F. Schwab and E. Kausel (1976)  "On the computation of theoretical seismograms for multimode surface waves".  Geophys. Journ. Roy. Astr. Soc., V. 47, pp. 73 ‑ 81.
- K. Nakanishi, F. Schwab and E. Kausel (1976)  "Interpretation of Sa in a Continental Structure".  Geophys. Journ. Roy. Astr. Soc., V. 47, pp. 211 ‑ 223.
- E. Kausel, F. Schwab and E. Mantonavi (1977)  "Oceanic Sa".  Geophys. Jour. Roy. Astr. Soc., V. 50, pp. 407 ‑ 440.
- S. Uyeda, T. Watanabe, E. Kausel, M. Kubo and Y. Yashiro (1978)  "Report of Heat Flow measurements in Chile".  Bull. Earthq. Res. Inst., V. 53, pp. 131 ‑ 163.
- L. Knopoff, R. G. Mitchell, E. Kausel and F. Schwab (1979)  "A search for the Oceanic Lg. Phase".  Geophys. Journ. Roy. Astr. Soc., V. 56, pp. 211 ‑ 218.
- Porter, L.D., Schwab, F., Nakanishi, K.K., Kausel, E., and others (1980) “Relative Computer Speeds for Surface-Wave Dispersion Computations”; Bull. Seism. Soc. Am, v.70, pp. 1415-1420
- F. Schwab, J. Frez, G. Panza, H. H. Liao and E. Kausel (1981)  "Surface wave dispersion computations:  Rayleigh waves on a spherical gravitating earth".  Bull. Seismol. Soc. of America, V. 71, pp. 613 ‑ 654.
- J. Campos and. E. Kausel (1990) The large 1939 Intraplate Earthquake  of Southern Chile;  Seismological Res.  Letters, V. 61, N° 1, pp. 43.
- E. Kausel y J. Campos (1992) "The Ms=8 tensional earthquake of December 9, 1950 of northern Chile and its relation to the seismic potential of the region", Physics of the Earth and Planetary Interiors, Vol. 72, pp.220-235.
- Fuenzalida, A., M. Pardo, A. Cisternas, L. Dorbath, C. Dorbath, D. Comte and E. Kausel (1992) On the Geometry of the Nazca Plate Subducted under Central Chile (32° - 34.5°S) as Inferred from Microseismic Data, Tectonophysics. V. 205, p 1-11.
- Delouis, B., A. Cisternas, L. Dorbath, E. Kausel (1996). The Andean subduction zone between 22°S and 24°S (northern Chile): Precise Geometry and State of Stress; Tectonophysics; v.259, pp.81-100.
- Delouis, B., T. Monfret, L. Dorbath, M. Pardo, L. Rivera, D. Comte, H. Haessler, J.P. Caminade, L. Ponce, E. Kausel and A. Cisternas (1997). The Mw=8.0 Antofagasta (Northern Chile) Earthquake of July 30, 1995: A precursor to the End of the large 1877 Gap; Bull. Seism. Soc. Am., v.87, pp. 427-445.
- Beck, S., S. Barrientos, E. Kausel and M. Reyes (1998) Source Characteristics of Historic Earthquakes Along the Central Chile Subduction Zone; Journal of South America Earth Science., Vol. 11, N°2, pp.115-129.
- Campos, J.,  D. Hatzfeld, R. Madariaga, G. López, E. Kausel, A. Zollo, G. Iannacone, R. Fromm, S. Barrientos, et H. Lyon-Caen. A Seismological study of the 1835 Seismic gap in South Central Chile. Phys. Earth Planet. Int., 132, 177-195, 2002.
- Ruegg, J.C.  J. Campos,  R. Madariaga ,  E. Kausel , J.B. DeChabalier ,  R. Armijo,  D. Dimitrov , I. Georgiev  , S. Barrientos, Interseismic strain accumulation in Southern Central Chile From GPS measurements 1996-1999, Geophys. Res. Letts., vol 29, No11, 10.1029/2001GL013438, 2002.
- Clouard, V., J. Campos, A. Lemoine, A. Perez, and E. Kausel. (2006). Outer Rise stress changes related to the subduction of the Juan Fernandez Ridge, Central Chile; Accepted for publication, Journal Geophysical Research.